# Кузовкин, Геннадий Валерьевич
Геннадий Валерьевич Кузо́вкин (род. 1968) — российский историк, исследователь диссидентского движения и Самиздата. Руководитель программы НИПЦ «Мемориал» «История диссидентского движения (1953—1987)».
Соавтор первого справочника о вольной периодической печати в послесталинском СССР — «Каталог периодики Самиздата, 1956—1986». Автор библиографических статей о писателях-диссидентах. Один из составителей первой онлайн-анкеты о Самиздате, созданный «Мемориалом» совместно с Кембриджским университетом. Им создан первый рунете каталог Самиздата.
Занимался исследованием судьбы Валленберга. Принимал участие в создании «Мандельштамовской энциклопедии».